# リステリア症
リステリア症とはリステリア・モノサイトゲネスListeria monocytogenes の感染を原因とする疾病の総称。多くの動物にも感染する人獣共通感染症の一種。学名はげっ歯類での感染実験で単球増加が観察されたことにちなむ。1911年には動物に感染することが知られていた。
本稿では主にヒトのリステリア疾病症状についてを解説する。日本では1958年の報告に始まり1970年代前半まで年間数例の散発例がみられていたが、本症に対する関心が高まるにつれ報告数も徐々に増加している。ヒトでは髄膜炎が最も多く、敗血症、胎児敗血症性肉芽腫症、髄膜脳炎を発症する。動物では脳炎のほか敗血症、流産などがある。1980 年代に欧米諸国で生乳、サラダ、ナチュラルチーズなどの食品が感染源となったリステリア症が相次いで報告された。食品が感染源であることが証明された最初の事例は、1981年のカナダのコールスローを原因とした集団事例である。米国での発生件数は年間約1000件程度。

## 原因
汚染食品の喫食による。グラム陽性運動性無芽胞有莢膜通性嫌気性桿菌であるリステリア属リステリア・モノサイトゲネスListeria monocytogenesの感染を原因とする。本菌は多くの哺乳類、鳥類、昆虫、水、土壌などに自然界に広く分布し、一般に流通している乳、食肉、内臓肉や魚介類からL.monocytogenes が検出される。

## 疫学
特に温帯の国に分布し、日本では散発的に発生すると考えられていたが、神奈川県衛生研究所の調査研究によれば、欧米との発生頻度に大きな差はない。認知度が低かった為に発生がないと思われていた。日本での発症率は、100万人あたり 0.65人/年。発生数は少ないが、症状の重篤さと致死率の高さから公衆衛生上の重要な疾患とされる。しかし、不顕感染者の存在も指摘されており健康人の糞便から0.5%の割合で見出されるという報告がある。
病原体の発育温度域は0 - 45 ℃と広く、至適発育温度は30 - 37 ℃。10% の食塩水の中でも増殖し、30% の食塩水にも耐え、食物の味や匂いを変えないなどの特徴を有する。
- ヒトでは感染動物や汚染された食物(食肉、乳製品、魚類の冷燻など)の摂取による経口感染が起こり、原因食品として指摘されるのは、カマンベール、ブリーなどの柔らかいチーズ、ナチュラルチーズ、生ハム、スモークサーモン、コールスローサラダ等でこれら原因の集団感染も報告されている。
- 2011年、米国でカンタロープ（メロンの一種）を原因とする集団食中毒事件が発生した[11]。

- 2018年3月2日、オーストラリアで、同じ栽培者から出荷されたロックメロン（cantaloupe種）の消費と関係した集団感染についてWHOに通報があった[12]。
- 2018年12月24日、アメリカ食品医薬品局が、アボカドは皮を食べないとしても、外皮をよく洗ってから切るよう警告を出した[13]ことが報じられた[14]。
- 2025年8月、フランス公衆衛生局は、国内で21件のリステリア菌の感染症状が報告され、うち2人が死亡したと発表。特定の会社のチーズ約40種が回収措置された[15]。
- 動物の感染は汚染サイレージなどの摂取による経口感染、口腔粘膜からの創傷感染である。動物、ヒト共に母体から胎児への垂直感染も起こる。

## ヒト症状・病理
食品を媒介する感染症であるが、細菌性食中毒にある典型的な急性胃腸炎症状は通常示さないことが特徴である。腸から血液に入り全身に拡散する。どの器官でも侵し、特に多いのは脳や脊髄を包む髄膜で、目、心臓弁、妊婦では子宮などへの感染もみられる。健常者が発病することはまれだが、免疫力が低下している人、妊婦は発症リスクが高く感染した場合には、重篤な疾患となることがある。
リステリア症になりやすい人たち。
- 妊婦、胎児、新生児、幼児、免疫力が低下している（臓器移植を受けた人、白血病、ガン・糖尿病・腎臓病の人たち、エイズ患者、ステロイド治療を受けている人）、老人。

### 潜伏期間
平均すると数十時間とされているが、患者の健康状態、摂取菌量、菌株の種類の違いにより発症するまでの期間は大きく左右されると考えられるため、その幅は数時間から概ね3ヶ月長い。

### 病理所見
- ヒト

感染部位によって症状は様々である。感染の初期は、消化器系の症状よりも風邪症候群に類似した症状を起こす事が多く、倦怠感、38 - 39℃の発熱、頭痛、悪寒、嘔吐などの症状がおきる。重症になると脳脊髄膜炎をおこし、意識障害や痙攣を起こし脳神経障害などの後遺症が残ることもある。臨床的には髄膜炎も敗血症も、一般的な細菌感染によるものと鑑別が困難であり、髄液の検査所見にも特徴的なことがない。まれにインフルエンザ様症状。髄膜炎患者の20%に、脳に膿がたまる脳膿瘍が形成される。健康な成人では症状が出ない事もある。
- 免疫力が低下している人でのケースは、一種の日和見感染である。
- 妊婦のケースは周産期リステリア症と呼ばれる。妊婦は健康な成人より20倍リステリア症になりやすい[10]。母体自体での症状は軽いことが多いが、感染した母体から胎盤を介して胎児に感染（経胎盤感染、垂直感染の一種）して、早産、流死産や胎児敗血症[17]、また新生児髄膜炎や新生児敗血症の原因になる。胎児敗血症は母親からの垂直感染と考えられているが、妊婦の泌尿器系における保菌実態は明らかでない[1]。

### 診断
血液寒天培地、PALCAM培地を用いて、患者の血液および臓器、髄液と脳橋の境界付近からステリア・モノサイトゲネスを検出することが診断確定のためには必須。リステリア・モノサイトゲネスであるかどうかは培養による確認が必要である。

### 治療
ヒトでは感染初期はペニシリン系抗生物質、特にアンピシリンが有効である。テトラサイクリン系抗生物質、ゲンタマイシンなども有効である。セフェム系抗生物質は無効。眼の感染にはエリスロマイシン、心臓弁の感染の場合は、トブラマイシンなどが用いられる。動物においても同様の抗生物質が用いられるが、脳炎症例では治療効果は期待できない。

### 予防
ワクチンは実用化されておらず、自然界に広く分布し低温でも増殖するため予防は難しい。飼養管理を徹底することが予防に有効である。ヒトの経口感染に対しては、典型的な細菌性食中毒対策の様に食品の十分な加熱。生野菜は食前によく洗う。特に、リステリア症になりやすい人たちは滅菌していない生の牛乳、あるいは滅菌していない生の牛乳で作った食物、カマンベールチーズなどを避ける 。

## ウシ、ヒツジ症状・病理
口腔粘膜の傷から侵入し三叉神経系を経由し、延髄に達し脳脊髄膜炎症状を起こす。サイレージのpHが上昇すると本症の原因菌が増殖しやすくなり、主な感染源になるとされている。治療開始から１週間から10日で好転の兆しが見えない場合は、殺処分とする。

### 病理所見
敗血症、流産。脳幹部に微小膿瘍、リンパ球などの高度な血管周囲浸潤がみられる。突然の発熱、よだれ、角膜混濁等と共に神経症状として、脳炎、舌麻痺、旋回運動、斜頸､旋回運動､咽頭麻痺、昏睡などの症状をみる。眼球の乾燥や白濁も現れる場合がある。
- 初期 音に鋭敏。運動を嫌がる。
- 中期 平衡感覚の失調から、旋回運動。斜頸、水様の流涎。咽喉頭麻痺、舌麻痺による嚥下困難から食欲があっても採食できない。
- 末期 脱水症状、起立不能から昏睡から死亡に至る。

### 治療
早期発見と適切な抗生物質の投与。